# Букорово
 Тази статия е за селото в Гоцеделчевско.  За селото в Севлиевско вижте Младен (село).  
Бу̀корово е обезлюдено село, разположено на територията на община Сатовча. Селото е разположено на двата бряга на река Бистрица.

## География
Развалините на селото се намират на двата бряга на река Бистрица между селата Крибул и Долен, като главната махала, в която се намира църквата, е разположена на около два километра от реката в посока към Крибул в близост до връх Скрибина.

## История
Името на селото предполага, че населението му е с армънски произход. Край реката има останки от сградите в селото. На два километра на запад има още една махала, в която има останки от църква и гробове, оградени с каменни плочи. Изследванията показват, че селото е съществувало от XIII–XIV век. Краеведът Иван Попов от съседното село Сатовча в своята книга „Сатовчанските камбани“ твърди, че жителите на селото вероятно са били богомили. През 1962 година са проведени археологически разкопки, като са изследвани църквата и гробищата. Действително кръстове не са открити, а в даден момент в гробището започват да се появяват и мюсюлмански гробове. По-късно църквата запада напълно и в руините ѝ също се откриват мюсюлмански гробове. Погребенията са извършвани по цялото било, което предполага, че селото е било с големи размери. Според провеждащите археологическите проучвания, вероятно мюсюлманската част от населението на Букорово се е преселила в Крибул или някое друго съседно село, а християнската или богомилската в Долен или Сатовча, където се приобщила към местните православни християнски общини.
Букорово се споменава в подробен регистър на тимари, хасове, мюлкове и вакъфи от 1464 – 1465 година с 5 немюсюлмански домакинства и една вдовица – всичките войнугански. В съкратен регистър на тимари, зиамети и хасове в ливата Паша от 1519 година село Букорово (Букорова) е вписано както следва – немюсюлмани: 23 домакинства, неженени – 5. В съкратен регистър на санджаците Паша, Кюстендил, Вълчитрън, Призрен, Аладжа хисар, Херск, Изворник и Босна от 1530 година са регистрирани броят на мюсюлманите и немюсюлманите в населените места. Регистрирано е и село Букорово (Букорова) с немюсюлмани: 23 домакинства, неженени – 8. В подробен регистър на санджака Паша от 1569 – 70 година е отразено данъкоплатното население на Букорово (Букрово) както следва: мюсюлмани – 1 семейство; немюсюлмани – 36 семейства и 11 неженени. В списък на селищата и броя на немюсюлманските домакинства във вилаета Неврокоп от 13 март 1660 година село Букорово (Букорова) е посочено като село, в което броят на немюсюлманските ханета е 17.